# Beeden
Beeden ist ein Ort an der Blies und Stadtteil der saarpfälzischen Kreisstadt Homburg im Saarland.

## Lage
Beeden liegt auf einem kleinen Rücken, der nach Westen und Norden von der Bliesaue und nach Süden vom Erbach begrenzt wird auf 245 m ü. NHN. Nach der naturräumlichen Gliederung ist der Ort Teil des Homburger Beckens in der St. Ingbert-Kaiserslauterer Senke.

## Geschichte
Der Ort Beeden wird erstmals in einer Urkunde vom 23. März 1212 erwähnt, in der Papst Innozenz III. der Abtei Wörschweiler das Recht bestätigt, den Zehnten für Beeden zu erheben.
Von 1906 bis 1913 bildete Beeden zusammen mit Schwarzenbach die Gemeinde Beeden-Schwarzenbach. Nach einer Gemeindeversammlung vom 14. Januar 1912, auf der sich eine Mehrheit der anwesenden Bürger für eine Vereinigung von Beeden-Schwarzenbach mit Homburg ausgesprochen hatte, erfolgte auf Beschluss des königlichen Staatsministeriums des Innern vom 25. März 1913 die Auflösung der Gemeinde und ihre Eingliederung in die Kreisstadt Homburg mit Wirkung vom 1. April 1913.
Beeden hat 2701 Einwohner (Stand: 1. Oktober 2024).

## Ortsname
Der Name Beeden geht auf keltische Ursprünge zurück. Beda bedeutet dabei etwa Graben oder Bächlein.

## Beeder Turm

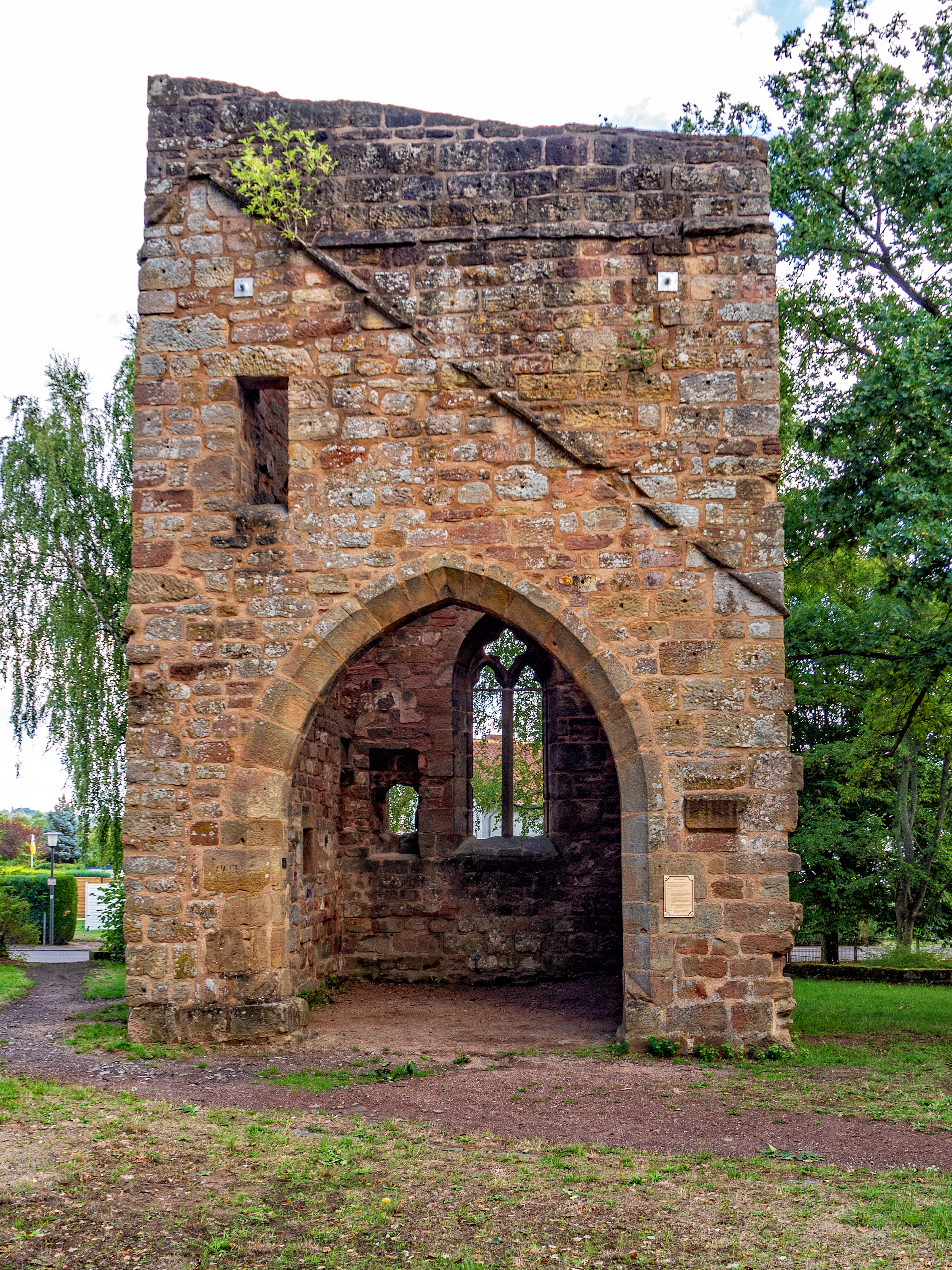
„Beeder Turm“, Chorturm der ehemaligen gotischen Kirche

Im Jahre 1212 wird erstmals eine Kirche in Beeden erwähnt. Die dem heiligen Remigius geweihte Kirche war bis 1299 die Pfarrkirche für Homburg und stand unter dem Patronat des Klosters Wörschweiler. Die als „Beeder Turm“ bekannte Turmruine stammt von dem frühgotischen Kirchturm, der im 14. Jahrhundert erbaut wurde. Er ist das älteste Bauwerk der Stadt Homburg. Im 17. Jahrhundert wurde die Kirche im Dreißigjährigen Krieg zerstört.

## Kirchen

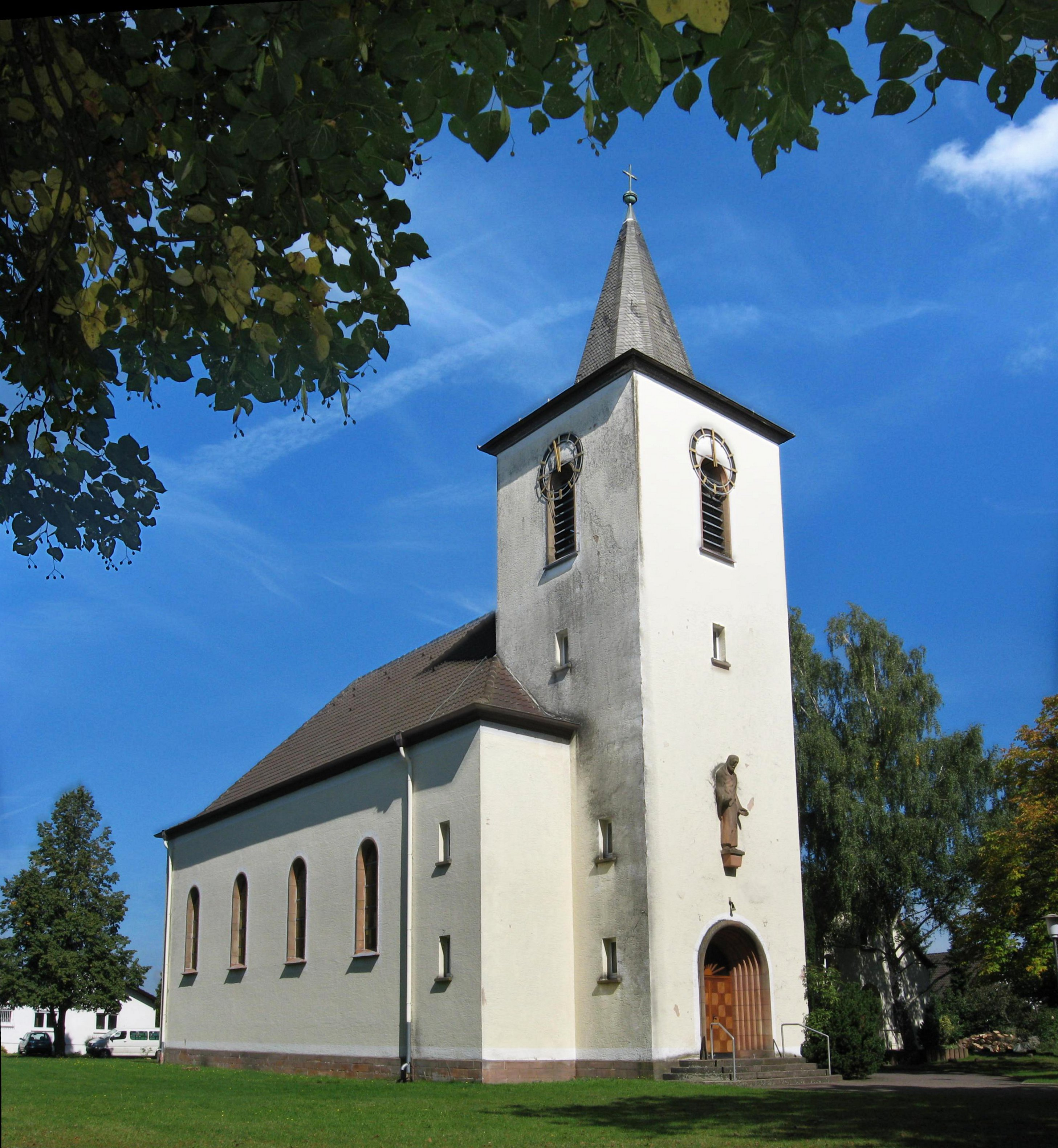
Die evangelische Kirche wurde 1935 als Saarbefreiungskirche erbaut

Die evangelische Pfarrkirche der Architekten Grün + Weber aus Kaiserslautern wurde 1934/35 als Saarbefreiungskirche errichtet. Der Bau sollte wie die Errichtung der Saardank-Kirche in Rohrbach der „Heimkehr“ des Saarlandes in das Deutsche Reich den „architektonischen Ausdruck“ geben und wurde von NS-freundlichen Kirchenkreisen gefördert. Zwei Fresken im Altarraum wurden nach dem Krieg bei Renovierungsarbeiten übertüncht. Sie stellten im Stil germanischer Heldenmythen überlebensgroß einen seine Ketten zerreißenden Arbeiter und einen Christus symbolisierenden Ritter in mittelalterlicher Rüstung dar. Der ursprüngliche Name Saarbefreiungskirche wurde nach 1945 nicht mehr benutzt. Bis zum Sommer 2012 hieß sie Protestantische Kirche Beeden, seither Protestantische Friedenskirche Beeden.
Die katholische St. Remigius-Kirche wurde 1955 geweiht.

## Naherholungsgebiet und Naturschutzgebiet
Am südlichen Dorfrand liegt nahe an der Blies das Naherholungsgebiet „Beeder Brünnchen“  mit mehreren Weihern, der Quelle „Beeder Brünnchen“, Aussichtspavillon und Fischteichanlagen. Einige Zeit konnte sich Beeden rühmen, die einzigen Störche im Saarland zu beherbergen. Das Storchennest des freilebenden Weißstorchpaares befindet sich neben der Fischerhütte. In den Sommermonaten kann die Aufzucht des Storchennachwuchses beobachtet werden.
Hinter dem Sportplatz Richtung Zollbahnhof befindet sich das ehemalige Naturschutzgebiet Höllengraben mit dem Felsenbrunnen. Hier lebt seit 2005 eine kleine Herde von Heckrindern und Wasserbüffeln und seit 2010 eine Herde mit Konik-Wildpferden. Seit einiger Zeit brüten auch hier Weißstörche sowie Nilgänse, Graugänse, Graureiher und viele andere Wasservogelarten.
Das Vogelschutzgebiet „Beeder Bruch“, das auch das „Biotop Beeden“ beinhaltet, umfasst eine 130 ha große Fläche und ist Teil des Biosphärenreservats Bliesgau.

Ansichten
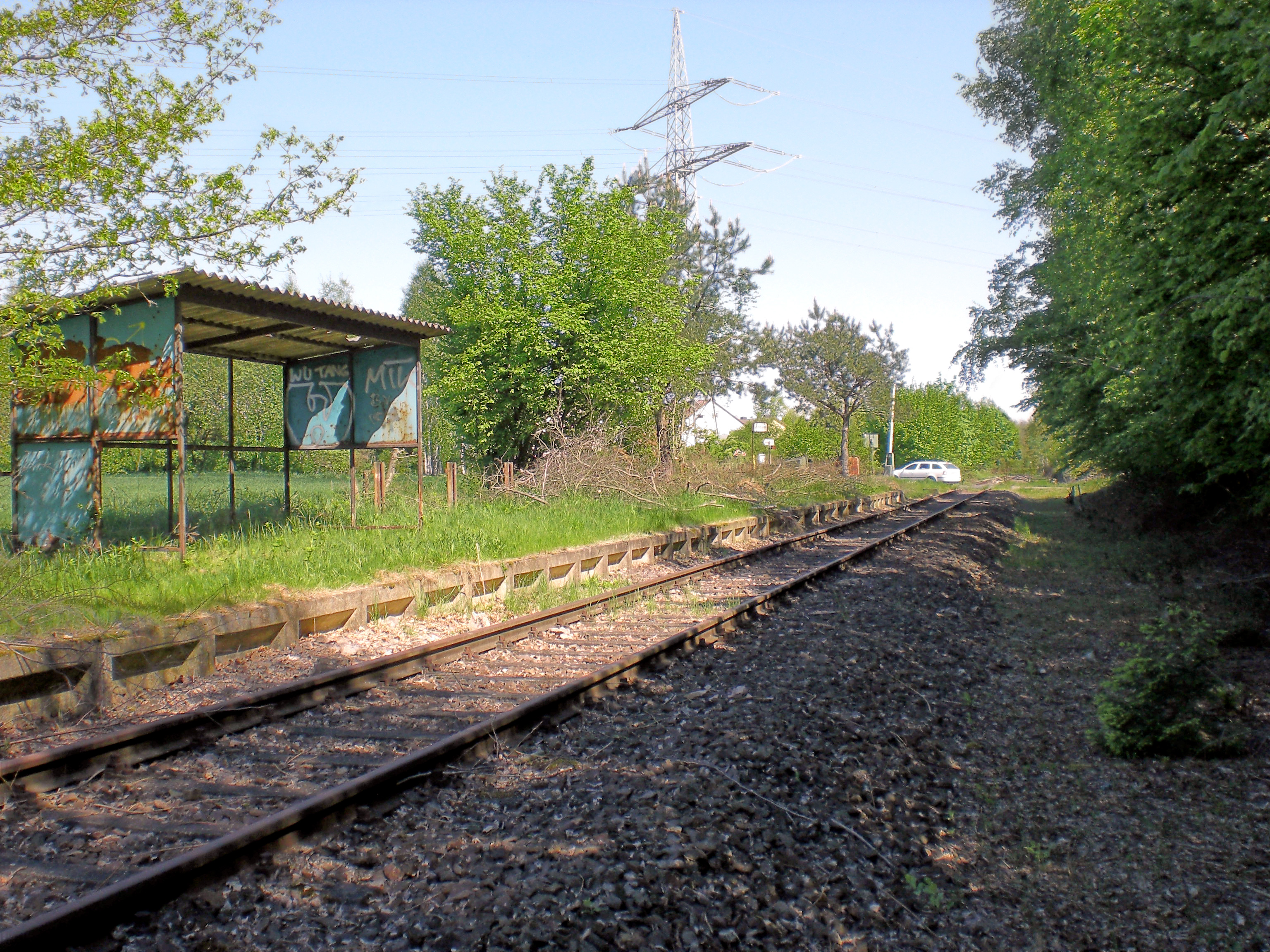
Ehemaliger Beeder Bahnhaltepunkt
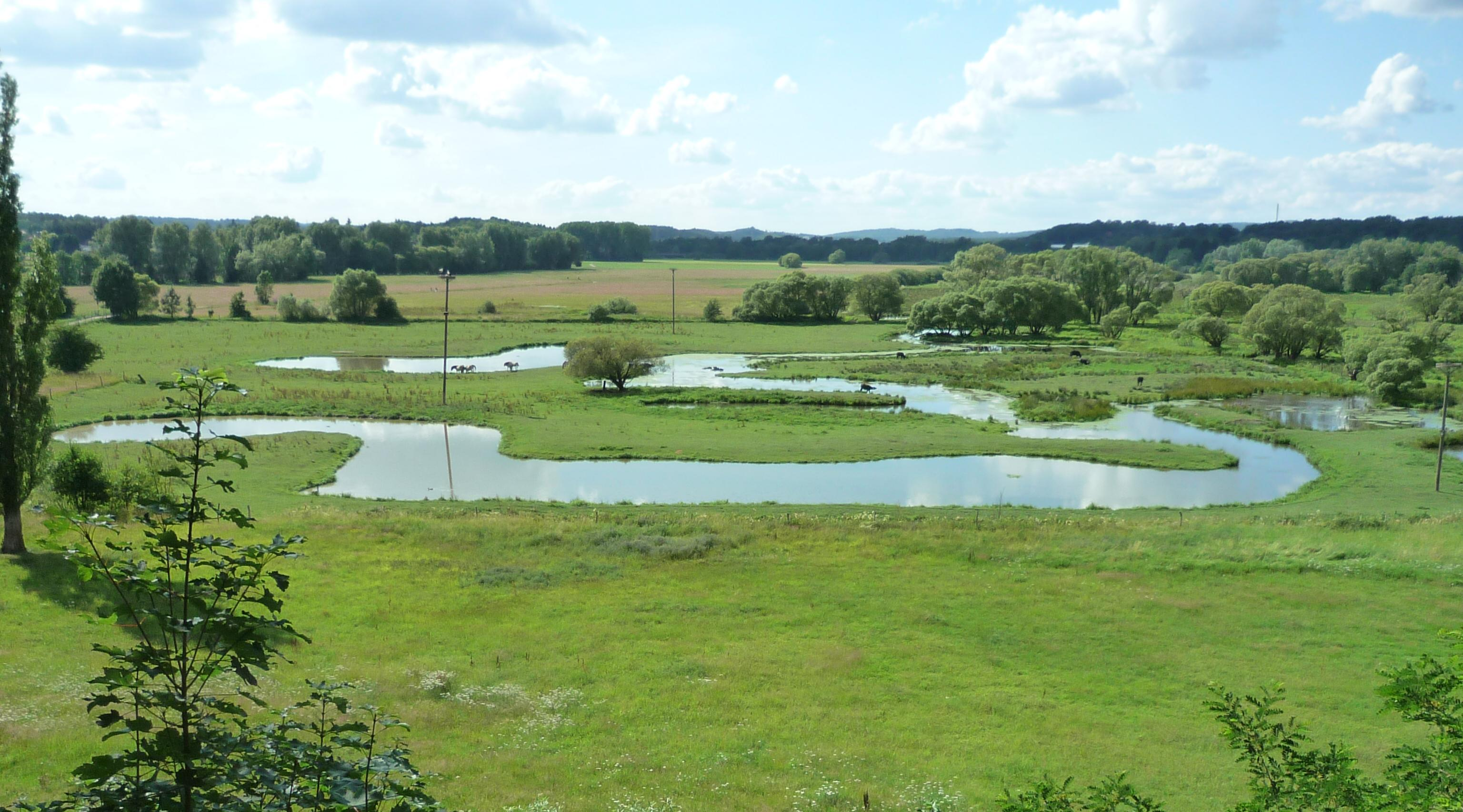
Naturschutzgebiet Höllengraben (Bliesaue zwischen Limbach und Beeden)
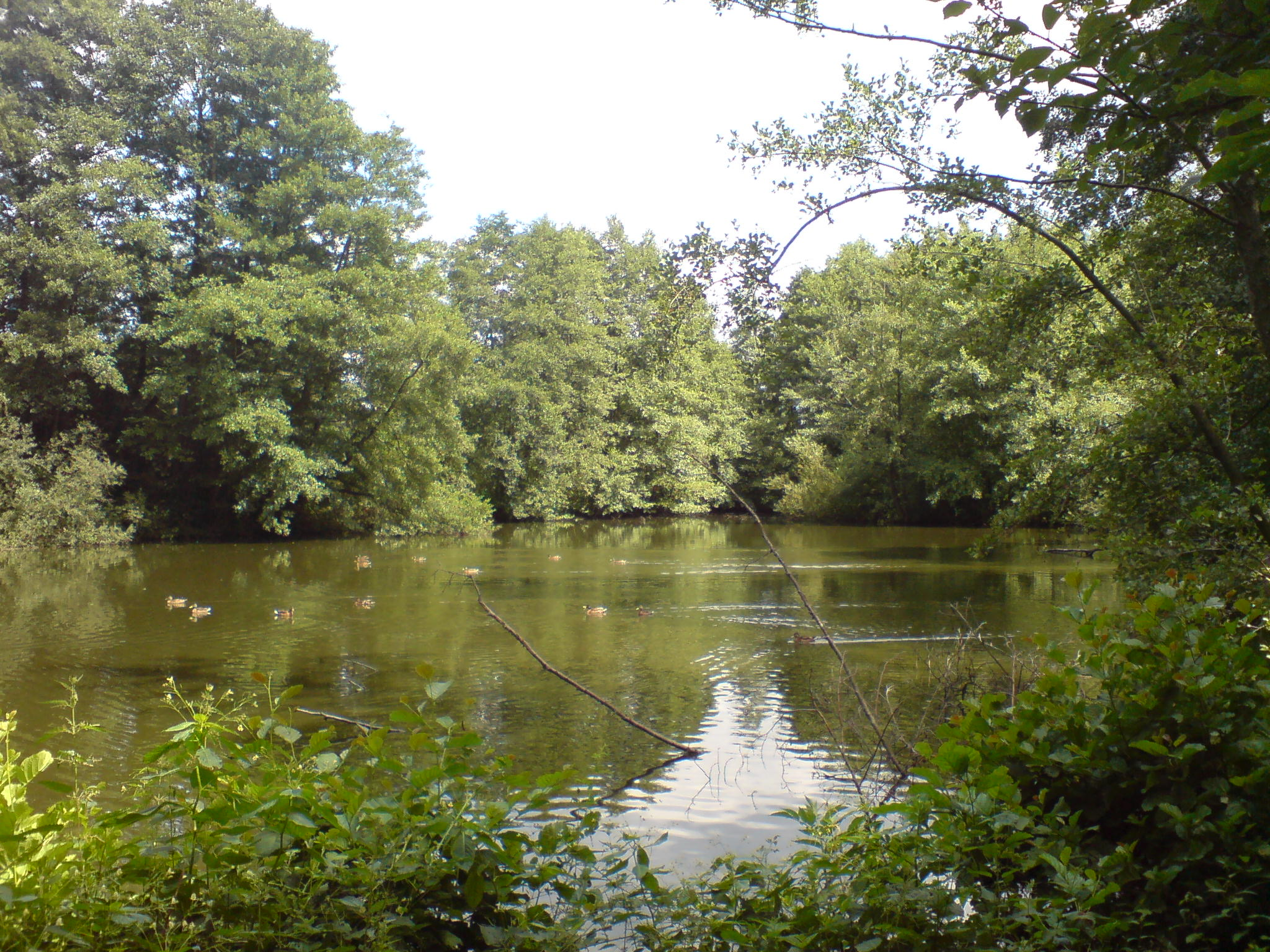
Beeder Brünnchen
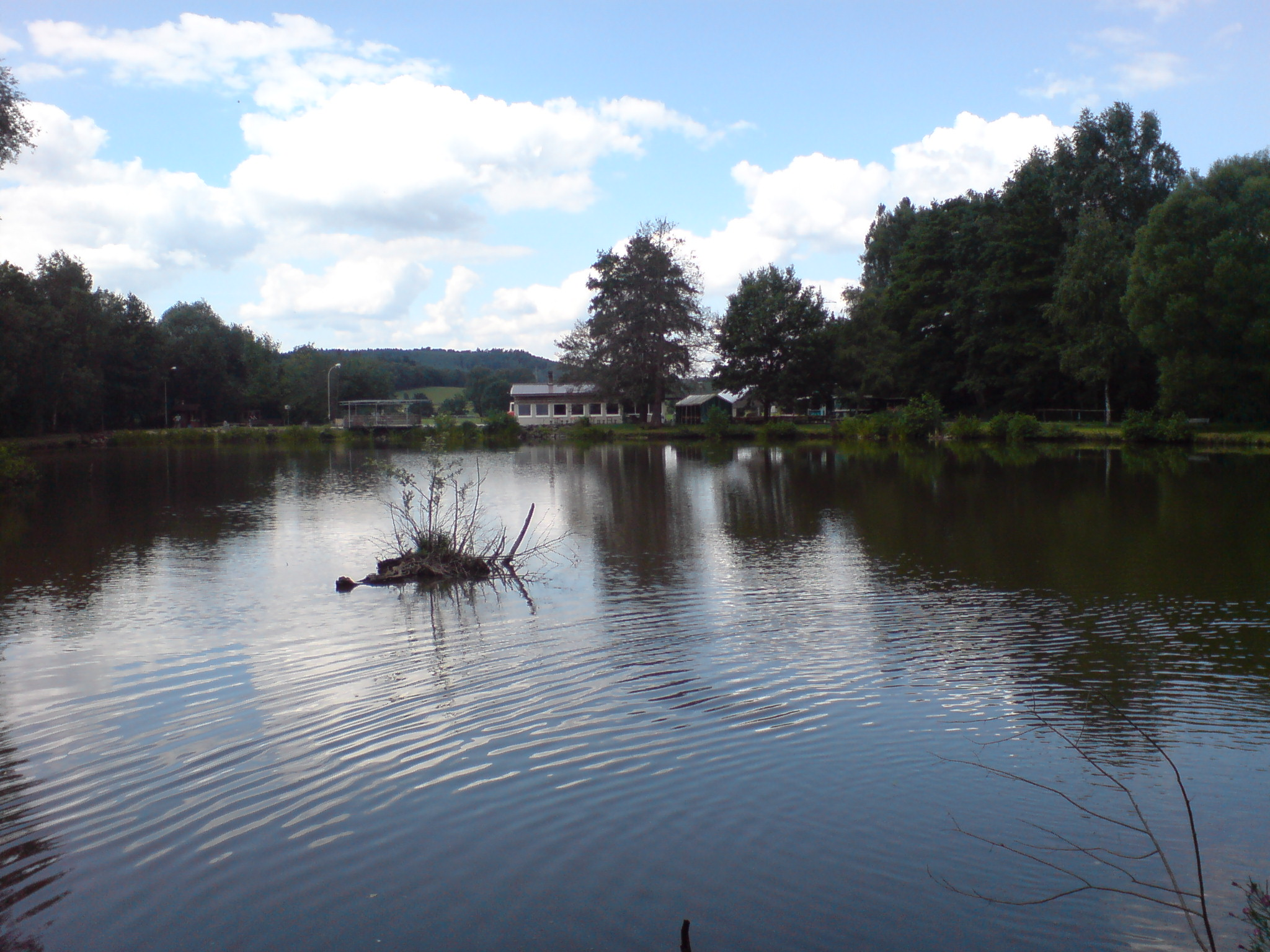
Fischweiher mit Fischerhütte
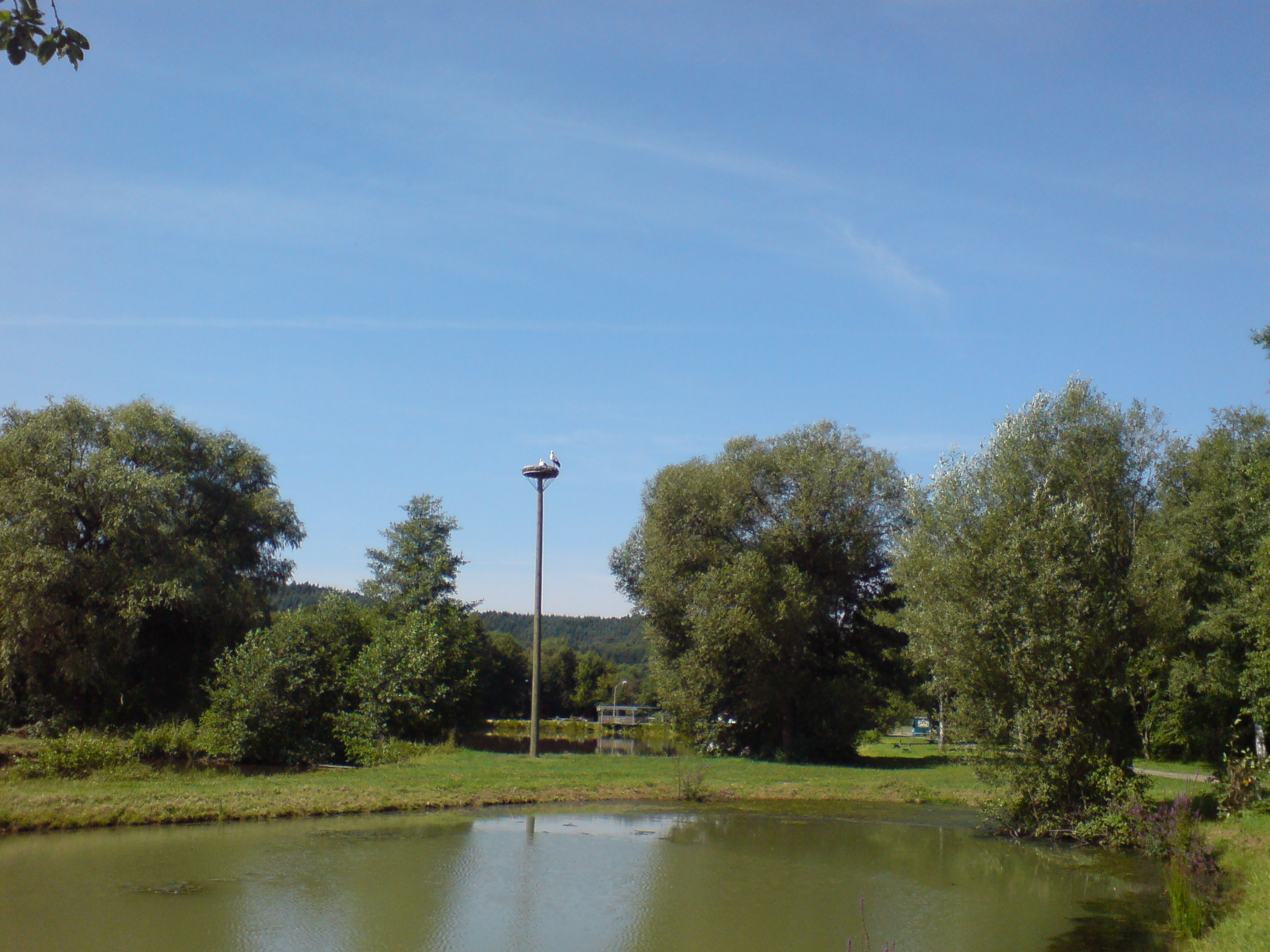
Storchennest am Fischweiher

## Verkehr
Beeden verfügte einst über einen Haltepunkt an der 1991 stillgelegten Bahnstrecke Homburg–Zweibrücken. Durch die Stilllegung erhielt Beeden Busanbindung Richtung Blieskastel und Homburg mit drei Linien im Stundentakt:
| Linie | Linienverlauf | Takt     | Anbieter                |
| ----- | --- | -------- | ----------------------- |
| 315   | Neunkirchen – Kohlhof – Limbach – Beeden – Klinikum Homburg                                                                   | 60 min.  | Neunkircher Verkehrs-AG |
| 501   | Homburg – Beeden – Lautzkirchen – Blieskastel – Breitfurt – Bliesdalheim – Gersheim – Bliesmengen-Bolchen – Kleinblittersdorf | 60 min.  | Saar-Pfalz-Bus          |
| R14   | Homburg – Beeden – Lautzkirchen – Blieskastel – Biesingen – Aßweiler – Bliesmengen-Bolchen – Kleinblittersdorf                | 120 min. | Saar-Pfalz-Bus          |